# Бай-Буга Джамісі
Бай-Буга Джамісі (крим. Bay Buğa Camisi) — мечеть села Бай-Буга (Ближнє) Феодосійського району Автономної Республіки Крим.

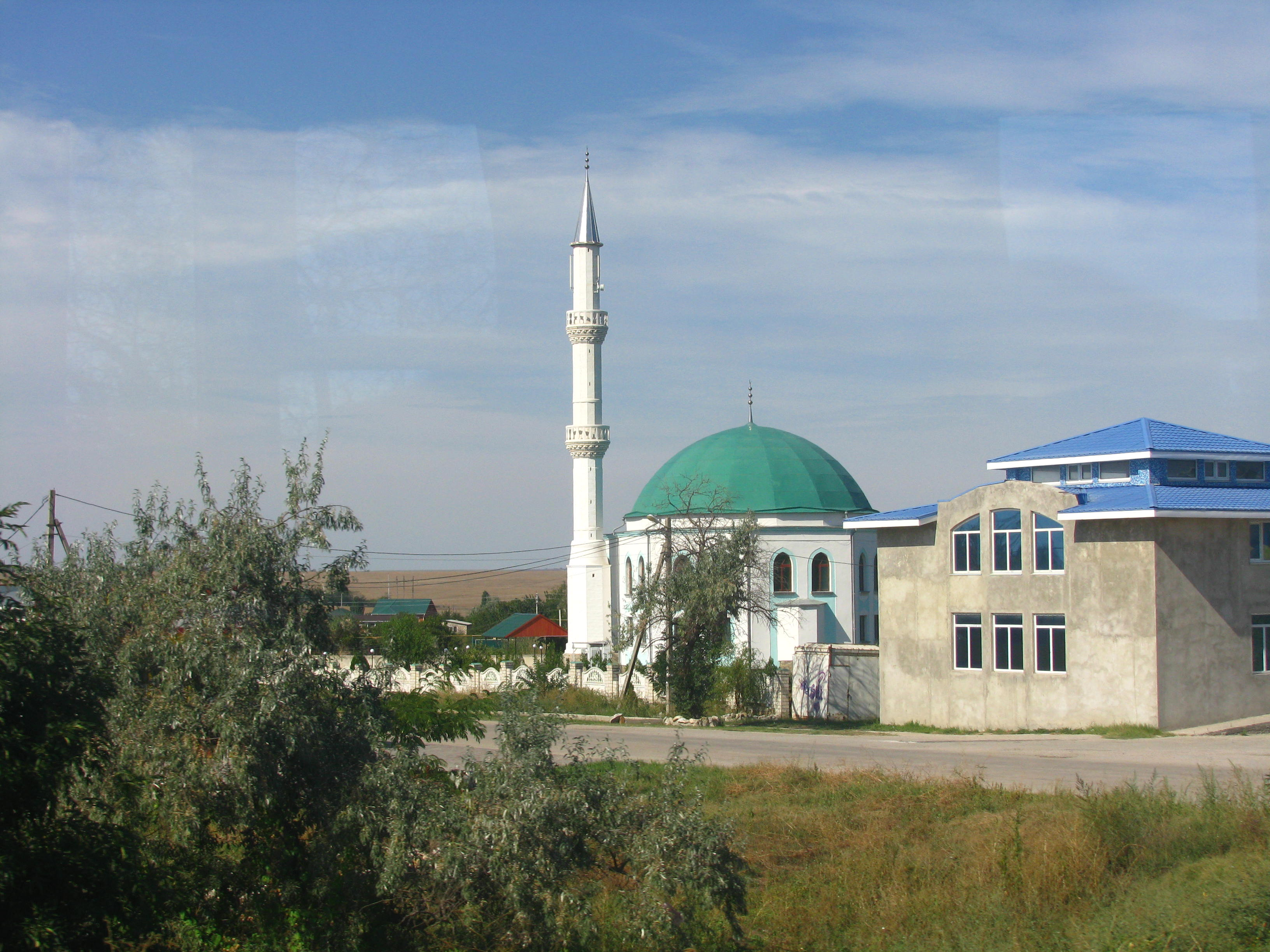
Бай-Буга Джамісі, 2015 рік

Діюча мечеть була збудована у 2002 році.
Режим роботи згідно з графіком намазів, в наявності є приміщення для омивання.
13 березня 2018 року в мечеті сталася крадіжка: злочинці розкрили скриньку для пожертвувань і винесли гроші, зібрані за пару днів.